# Mylund Sogn
Mylund Sogn er et sogn i Brønderslev Provsti (Aalborg Stift).
Mylund Kirke blev i 1926 indviet som filialkirke til Jerslev Kirke. Mylund blev så et kirkedistrikt i Jerslev Sogn, som hørte til Børglum Herred i Hjørring Amt. Jerslev sognekommune inkl. kirkedistriktet blev ved kommunalreformen i 1970 indlemmet i Brønderslev Kommune.
Da kirkedistrikterne blev nedlagt 1. oktober 2010, blev Mylund Kirkedistrikt udskilt som det selvstændige Mylund Sogn.
Stednavne, se Jerslev Sogn.